# Кірхберг-ан-дер-Іллер
Кірхберг-ан-дер-Іллер (нім. Kirchberg an der Iller) — громада в Німеччині, знаходиться в землі Баден-Вюртемберг. Підпорядковується адміністративному округу Тюбінген. Входить до складу району Біберах.
Площа — 18,64 км2. Населення становить 2110 ос. (станом на 31 грудня 2020).